# Adolf Aebersold
Adolf Aebersold (* 29. März 1909; † nach 1938) war ein Schweizer Geher.
Aebersold war mehrfacher Schweizer Meister im 50-km-Gehen (1929, 1934–1936, 1938).
In der gleichen Disziplin kam er bei den Olympischen Spielen 1936 in Berlin auf den 15. Platz.
Seine persönliche Bestzeit von 4:36:28 h stellte er 1937 auf.